# ريكاردو بينتو (كاتب)
ريكاردو بينتو (بالبرتغالية: Ricardo Pinto‏) هو كاتب برتغالي، ولد في 1961 في لشبونة في البرتغال.

## وصلات خارجية
- الموقع الرسمي